# 1980年太平洋颱風季
| 太平洋颱風季             |
| 主題頁 - 專題 - 編輯指南 |

1980年太平洋颱風季泛指在1980年全年內的任何時間，於赤道以北及國際換日線以西的太平洋水域，以及南中國海所產生的熱帶氣旋。雖然有關方面並沒有設下本颱風季的指定期限，但大部份於西北太平洋的熱帶氣旋通常都會於五月至十二月期間形成。。
本條目的範圍僅侷限於赤道以北及國際換日線以西的太平洋及南海的水域。於赤道以北及國際換日線以東的太平洋水域產生的風暴則被稱為颶風，並被列入1980年太平洋颶風季
以下各熱帶氣旋資訊以熱帶氣旋存在期間的最強形態為準。

## 已被國際命名的熱帶氣旋
在1980年，有?個熱帶低氣壓形成。

### 颱風唐姆 (Dom)
PAGASA:Ditang

### 強烈熱帶風暴褔雷斯特 (Forrest)
PAGASA:Gloring

### 強烈熱帶風暴喬治亞 (Georgia)
PAGASA:Edeng

### 強烈熱帶風暴赫伯特 (Herbert)
PAGASA:Huaning

### 颱風艾黛 (Ida)
PAGASA:Lusing

### 颱風喬伊 (Joe)
PAGASA:Nitang
中国大陆编号为8007号台风。在7月16日，在赤道附近生成的颱風喬伊，在7月20日在呂宋登陸。在登陸後減弱，但是它在7月22日登陸海南島前在南海增強成一100 mph的颱風。8007号台风7月22日登陆徐闻县时中心气压961百帕，近中心最大风速38米/秒，风力超过12级。粤西出现有记录以来最大风暴潮，最大增水值5.94m，广东省因灾死亡296人，失踪137人，农作物受灾370多万亩，经济损失5亿元。喬伊在消散前在7月23日晚上在越南北部作最後一次登陸。喬伊造成嚴重破壞並估計在菲律賓造成19人死亡和無數的越南人死亡。其正確的死亡數目因四日後颱風甘茵的吹襲而不明。

### 颱風甘茵 (Kim)
PAGASA:Osang
和喬伊一樣，甘茵也是在7月19日於赤道附近生成。它快速向西移動，並在7月21日增強成熱帶風暴並在7月23日增強成颱風。甘茵在7月24日急劇地增強成一個150 mph的超級颱風，但是它的對流被菲律賓至西南向。這颱風在7月25日登陸呂宋前減弱至115 mph的風速，在喬伊登陸後一個熱帶低氣壓也吹襲了同一個地區。甘茵繼續向西北移動，但是它的對流被破壞，並在7月27日，在香港東北方90 miles時，登陸中國南部前維持熱帶風暴的強度。此颱風帶來的暴雨和大面積洪水氾濫，造成只有15人死亡、中度至嚴重的損壞、和令數百萬人無家可歸。因喬伊和一個熱帶低氣壓在數日前吹襲同一個地區，其正確的死亡數目不明。

### 颱風諾里斯 (Norris)
PAGASA:Reming

### 颱風奧潔 (Orchid)
PAGASA:Toyang
在9月1日一個季風低壓增強成熱帶低氣壓。它向西北移動，並在9月5日消散。另一個熱帶低氣壓又在之前低壓區的東面形成，在9月6日成為主要的系統並增強成熱帶風暴。因為只有比較微弱的氣流，奧潔在它的路徑中迴轉了三次，再在9月9日並增強成颱風並在9月10日達到風速每小時95 mph。在9月11日早上奧潔在日本西南部登陸，並在同日在日本海轉化成一溫帶氣旋。奧潔的強風和雨造成了相當多的傷亡，令最少造成至少9人傷亡和112 失踪。它也令一架大型91655噸散裝貨船德比郡號在9月10日沉沒，令44名水手身亡。

### 颱風珀西 (Percy)
PAGASA:Undang
140 mph的颱風珀西在9月18日掠過台灣的南部。一日後，因其對流受到極大地擾亂，50 mph的熱帶風暴珀西在中國東南部登陸，並於當晚消散。7人在風暴中死亡，並在它走過的路徑造成中等破壞。

### 強烈熱帶風暴露芺 (Ruth)
在9月13日一個季風低壓在南海增強成熱帶低氣壓。它初時向南移動，不久轉向西北偏西方向移動，並在晚上增強至熱帶風暴的程度。露芺在9月14至15日橫過海南島，並在9月16日在越南北部登陸前在9月15日增強成颱風。此颱風在越南造成106人死亡或失踪，和近50萬人無家可歸。

### 颱風雲茵 (Wynne)
PAGASA:Welpring

### 颱風比蒂 (Betty)
PAGASA:Aring
在10月28日形成的颱風比蒂，在11月4日以145 mph程度的颱風在呂宋登陸。之後向北方移動，減弱並在11月8日轉化成溫帶氣旋。大量的洪水和大範圍的破壞造成81人死亡，數千人無家可歸。

### 熱帶風暴卡里 (Cary)
PAGASA:Yoning

### 熱帶風暴義德 (Ed)
PAGASA:Dorang

## 未被國際命名的熱帶氣旋
除了被命名的熱帶氣旋外，還有一些沒被命名的熱帶低氣壓和被聯合颱風警報中心認為是熱帶風暴的熱帶氣旋。

### 熱帶低氣壓01W
PAGASA:Biring